# Alex Walsh
Alex Walsh (n. 31 iulie 2001, Tennessee, SUA) este o înotătoare americană, medaliată olimpică. A participat la o ediție a Jocurilor Olimpice (2020) în care a câștigat o medalie de argint.